# Gösta Lundborg (organist)
Nils Gösta Lundborg, född 20 januari 1903 i Fläckebo församling, Västmanland, död 26 november 1966ev. 27 november  i Göteborgs Vasa församling, var en svensk organist och tonsättare.
Lundborg studerade vid Kungl. Musikkonservatoriet i Stockholm med organistexamen 1921 och musiklärar- och kyrkosångarexamen 1923. Han studerade orgelspel i Hamburg för Alfred Sittard. Han ledde Bellmankören i Stockholm 1926–1929.
Åren 1930–1955 var han organist och kantor i Göteborgs Sankt Pauli kyrka och åren 1955–1966 domkyrkoorganist i Göteborgs domkyrka. Lundborg efterträdde Herman Asplöf och efterträddes av Henrik Jansson som domkyrkoorganist. Lundborg medverkade 1956 i en utredning om ny orgel för domkyrkan, och en sådan installerades 1962 efter att domkyrkan tidigare renoverats och återinvigts 1957. Han var även 1942–1954 musiklärare vid Vasa högre allmänna läroverk i staden. Lundborg skrev musik för orgel, kör och solosånger. Han är begravd på Kvibergs kyrkogård i Göteborg.

## Verk (urval)
- Variationer över den Kristeliga dagvisan
- Den ljusa dag framgången är
- Det vackraste för blandad kör a cappella
- Tre sånger, piano och röst (häri: Visa i juli)